# Attentat au domicile d'Yves Mourousi
L'attentat au domicile d'Yves Mourousi est un acte terroriste intervenu dans la soirée du 31 août 1978 au domicile partagé par Éric Yung et par le journaliste et présentateur du journal télévisé Yves Mourousi, au 126 boulevard Suchet, dans le 16e arrondissement de Paris.
Quelques minutes après le retour dans l'appartement du journaliste accompagné du policier Éric Yung, une charge explosive de cinq kilogrammes de plastic actionnée à distance saccage l'appartement, dont les murs sont éventrés. Yves Mourousi est blessé à l'épaule et Éric Yung aux orteils.
L'attentat est revendiqué par la Section franco-arabe du refus (SFAR), qui a déjà revendiqué une explosion survenue quelques semaines plus tôt au domicile de Jean Dutourd. Dans un communiqué paru dans Le Monde le lendemain de l'attentat, le groupe écrit ainsi : « Notre coup de semonce n'a pas été entendu. Yves Mourousi a payé pour ses attaches et pour l'obstination du fasciste Jean Dutourd. »
S'exprimant plus de trente ans plus tard dans la revue Schnock, Éric Yung fournit une tout autre version : à l'en croire c'était lui et non Yves Mourousi qui était visé par l'attentat — dont il affirme connaître le nom de l'exécutant — et celui-ci se serait inscrit dans le contexte de l'affaire de Broglie.
Yves Mourousi a d'ailleurs refusé de ne pas présenter le JT de ce 31 août 1978. Il était bien présent à l'antenne aux côtés de son collègue Michel Denisot, qui a annoncé l'attentat. Yves Mourousi a enchaîné, disant « ne pas faire de commentaires » au sujet de l'attentat, et remercie les personnes lui ayant témoigné de leurs sympathies et les « remercie de l'avoir fait ».